# Tătaru, Constanța
Tătaru este un sat în comuna Comana din județul Constanța, Dobrogea, România. Satul a fost fondat de tătarii veniți din Crimeea, în jurul unei ferme și a unei mori de vânt înființată de către doi bulgari. În trecut localitatea s-a numit Azaplar. La recensământul din 1992 avea o populație de 648 locuitori.